# شورای امنیت سازمان ملل متحد
شورای امنیت ملل متحد (به انگلیسی: United Nations Security Council)، از ارکان سازمان ملل متحد است که وظیفهٔ پاسداری از امنیت و صلح جهانی را به عهده دارد. بر اساس منشور ملل متحد، حیطهٔ قدرت شورای امنیت شامل اعزام نیروهای پاسدار صلح، تصویب تحریم‌های بین‌المللی و اعطای اجازه استفاده از نیروی نظامی علیه کشورهای متخاصم است. تصمیم‌های این شورا به صورت قطعنامه‌های شورای امنیت اعلام می‌شود.
شورای امنیت پنج عضو دائم و ده عضو انتخابی دارد (اعضای غیردائم سابقاً هفت عضو بود). پنج عضو دائم این شورا در تصمیم‌ها و رای‌گیری‌های شورا حق وتو دارند. ریاست شورای امنیت نوبتی است (به‌ترتیب الفبای انگلیسی) و طول مدت آن یک ماه ریاست می‌باشد.

## تاریخچه

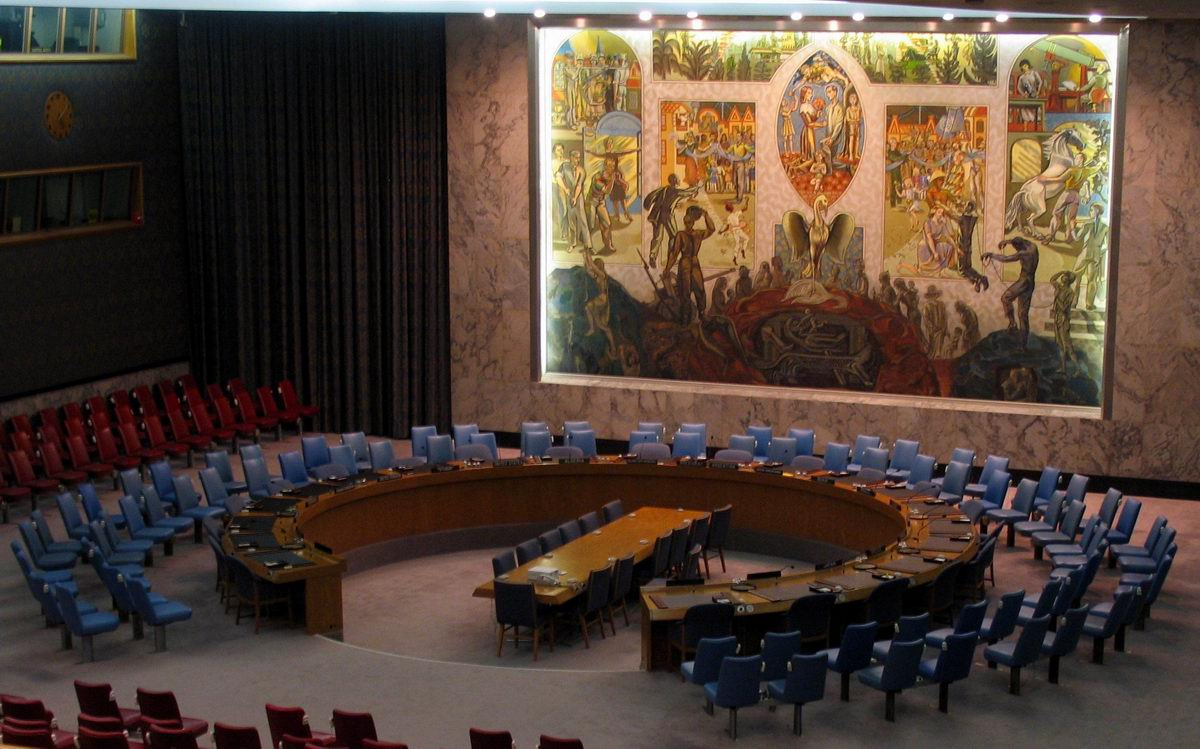
تالار شورای امنیت

اولین جلسه شورای امنیت در ۱۷ ژانویه ۱۹۴۶ در کلیسای وست‌مینستر لندن برگزار گردید. از زمان اولین جلسه آن تاکنون، شورا به‌طور مداوم به کار خود ادامه داده، به صورت گسترده‌ای در جهان اعتبار کسب کرده است و جلساتی در بسیاری از شهرها مانند پاریس و آدیس آبابا داشته است. با وجود این بیشتر جلسات آن در مقر معاونت سازمان ملل متحد تشکیل می‌شود. اولین جلسات آن در اطراف دریاچه ساکسس در نیویورک برگزار شد و جلسات بعدی در مقر کنونی آن در شهر نیویورک برگزار می‌شود.
تا کنون در تعداد اعضای شورای امنیت سه دوره تغییر صورت گرفته است. در سال ۱۹۶۵ با اصلاح ماده‌های ۲۳ و ۲۷ منشور سازمان ملل متحد، اعضای انتخابی شورا از ۶ کشور به ۱۰ کشور افزایش یافتند.
در سال ۱۹۷۱ مجمع عمومی و شورای امنیت کرسی نمایندگی چین را از جمهوری چین (تایوان) که از سال ۱۹۴۹ فقط بر تایوان و جزایر اطراف آن اعمال حاکمیت می‌کرد، گرفته و به جمهوری خلق چین واگذار کردند.
هم چنین، پس از فروپاشی اتحاد جماهیر شوروی سوسیالیستی در سال ۱۹۹۱، هیچ تغییری بر ماده ۲۳ اعمال نشد و بدون هیچ اختلاف قابل توجهی، فدراسیون روسیه، کرسی شوروی را در اختیار گرفت.‏

## اعضا

شورای امنیت از ۲۰۰۸ به بعد با نمایش اعضای دائمی و اعضای کنونی انتخاب شده

یک عضو شورای امنیت باید همیشه در مقر اصلی شورای امنیت در نیویورک حاضر باشد تا شورای امنیت بتواند در هر موقعی تشکیل جلسه بدهد. این مورد جزو اصول بسیار مهم منشور سازمان ملل متحد است که برای مقابله با ضعف جامعه ملل در گذشته بود چراکه تشکیلات جامعه ملل همیشه قادر به واکنش و پاسخگویی درهمه موارد بحرانی نبود.
نقش رئیس شورای امنیت شامل تنظیم برنامه و الگویی برای تشکیل مداوم جلسات آن و رسیدگی به هر نوع بحران است. ریاست شورا به‌طور چرخشی و به ترتیب حروف الفبای انگلیسی نام کشورهای عضو واگذار می‌شود.
گروه‌های عضو شورای امنیت سازمان ملل متحد به دو نوع تقسیم می‌شوند:
اعضای دائمی و اعضای انتخابی.

### اعضای دائم و دارای حق وتو
- ایالات متحده آمریکا
- بریتانیا
- چین
- روسیه
- فرانسه

### اعضای انتخابی
۱۰ عضو انتخابی شورا توسط مجمع عمومی برای یک دورهٔ دوساله (که از ۱ ژانویه آغاز می‌شود) انتخاب می‌شوند. با این حال در نخستین انتخاب اعضای غیر دائم پس از افزایش عدهٔ اعضای شورای امنیت از ۱۱ به ۱۵ عضو، ۲ عضو از ۴ عضو اضافه شده برای یک دورهٔ یک ساله انتخاب شدند. عضوی که خارج می‌گردد بلافاصله قابل تجدید انتخاب نخواهد بود. هر سال، مجمع عمومی، پنج عضو جدید را انتخاب و جایگزین اعضای قدیمی‌تری که دورهٔ عضویت‌شان در ۳۱ دسامبر پایان می‌یابد، می‌سازد. اعضای کنونی عبارت‌اند از:
| دوره | آفریقا  | آفریقا   | آفریقا        | آسیا-اقیانوسیه    | آسیا-اقیانوسیه | آمریکای لاتین و کاراییب | آمریکای لاتین و کاراییب | اروپای غربی و دیگران | اروپای غربی و دیگران | اروپای شرقی |
| ---- | ------- | -------- | ------------- | ----------------- | -------------- | ----------------------- | ----------------------- | -------------------- | -------------------- | ----------- |
| ۲۰۱۹ |         |          | آفریقای جنوبی |                   | اندونزی        |                         | جمهوری دومینیکن         | بلژیک                | آلمان                |             |
| ۲۰۲۰ | نیجر    | تونس     | آفریقای جنوبی | ویتنام            | اندونزی        | سنت وینسنت و گرنادین‌ها  | جمهوری دومینیکن         | بلژیک                | آلمان                | استونی      |
| ۲۰۲۱ | نیجر    | تونس     | کنیا          | ویتنام            | هند            | سنت وینسنت و گرنادین‌ها  | مکزیک                   | جمهوری ایرلند        | نروژ                 | استونی      |
| ۲۰۲۲ | گابن    | غنا      | کنیا          | امارات متحده عربی | هند            | برزیل                   | مکزیک                   | جمهوری ایرلند        | نروژ                 | آلبانی      |
| ۲۰۲۳ | گابن    | غنا      | موزامبیک      | امارات متحده عربی | ژاپن           | برزیل                   | اکوادر                  | مالت                 | سوییس                | آلبانی      |
| ۲۰۲۴ | الجزایر | سیرالئون | موزامبیک      | کره جنوبی         | ژاپن           | گویان                   | اکوادر                  | مالت                 | سوییس                | اسلوونی     |
| ۲۰۲۵ | الجزایر | سیرالئون | سومالی        | کره جنوبی         | پاکستان        | گویان                   | پاناما                  | دانمارک              | یونان                | اسلوونی     |

مجمع عمومی ۱۰ عضو غیر دائم را با توجه به شرکت اعضای سازمان ملل متحد در حفظ صلح و امنیت بین‌المللی و سایر هدف‌های سازمان در درجهٔ اول و همچنین با توجه به تقسیم عادلانهٔ جغرافیایی انتخاب می‌کند. تقسیم عادلانه جغرافیایی که از سال ۱۹۶۵ بر اساس قطعنامه هجدهمین اجلاس مجمع عمومی به اجرا گذارده شده است به این نحو است:
| گروه منطقه‌ای                          | سهمیه |
| ------------------------------------- | ----- |
| کشورهای آفریقایی و آسیایی و اقیانوسیه | ۵     |
| کشورهای آمریکای لاتین و حوزهٔ کارائیب  | ۲     |
| اروپای غربی و سایر کشورها             | ۳     |

ایران یک دورهٔ دوساله (۱۹۵۵–۱۹۵۶) به عضویت شورای امنیت درآمد و پس از آن هیچگاه برگزیده نشده است.

## موقعیت کشورهای غیر عضو
یک کشور که عضو سازمان ملل متحد است ولی عضو شورای امنیت نمی‌باشد، می‌تواند در جلسات شورای امنیت که مرتبط با آن کشور است، شرکت کرده و از علائق و منافع خود دفاع کند. در سال‌های اخیر، شورا این مورد را به‌طور موسع تفسیر کرده و کشورهای بسیاری را قادر ساخته که در جلساتی که بنا به تفسیر آن‌ها با علائق و منافعشان مرتبط است، شرکت کنند. کشورهای غیر عضو به‌طور مداوم و طبق برنامه برای بحث و گفتگوها زمانی‌که آن طرف اختلاف هستند دعوت می‌شوند. شرکت در بحث‌ها و مذاکرات شورای امنیت نه تنها برای دولت‌ها بلکه برای برخی سازمان‌های آزادی‌بخش که مورد شناسایی قرار گرفته‌اند مانند سازمان آزادی‌بخش فلسطین (ساف) که به عنوان ناظر در سازمان ملل متحد حضور دارد، امکان‌پذیر می‌باشد.

## نقش شورای امنیت
طبق مادهٔ ۲۴ منشور، شورای امنیت از طرف تمامی اعضای سازمان ملل متحد، مسئول اصلی حفظ صلح و امنیت بین‌المللی است و باید در اجرای این وظایف طبق اهداف و اصول ملل متحد عمل کند.

### وظایف و اختیارات خاص شورای امنیت
1. مسئول اولیّهٔ حفظ صلح و امنیت بین‌المللی
2. توصیهٔ روش‌های مسالمت‌آمیز حل و فصل اختلافات بین‌المللی
3. تأسیس ارکان فرعی که برای انجام وظایف خود لازم می‌داند
4. توسل به قوهٔ قهریه برای حفظ یا اعادهٔ صلح در صورت لزوم[۷]
5. تنظیم برنامه برای تأسیس سیستمی برای هدفمندی استفاده از تسلیحات نظامی و نظارت بر آن
6. تحقیق، تجزیه و تحلیل هر وضعیتی که باعث افت جهانی یا افزایش تنش شود
7. فراخوانی اعضا برای اعمال کردن تحریم‌های اقتصادی و سایر ابزارهایی که با توسل به زور ارتباطی ندارد در جهت جلوگیری یا توقف هر نوع تجاوز و عملی کردن تصمیم‌های شورا
8. به‌کارگیری نظام قیمومت بین‌المللی در صورت ضرورت در مناطق استراتژیک[۱۰]
9. تعیین وجود تهدید به صلح یا اقدام تجاوزکارانه و ارائهٔ توصیه دربارهٔ این‌که چه اقدامی باید صورت گیرد
10. دعوت از طرف‌ها برای پیروی از اقدامات موقتی که برای پیشگیری از وخامت اوضاع ضروری یا مطلوب به نظر می‌رسد[۱۱]

### وظایف و اختیارات مشترک شورای امنیت و مجمع عمومی
1. درخواست نظر مشورتی از دیوان بین‌المللی دادگستری دربارهٔ هر مسئلهٔ حقوقی[۱۲]
2. ارائه توصیه به مجمع عمومی سازمان ملل متحد برای انتصاب دبیرکل سازمان ملل متحد و انتخاب قضات دیوان بین‌المللی دادگستری به اتفاق مجمع عمومی
3. توصیه به مجمع عمومی در خصوص پذیرش اعضای جدید سازمان ملل متحد[۱۱]
4. توصیه به مجمع عمومی در مورد سلب امتیازات یا تعلیق حقوق و مزایای عضویت کشوری که مورد توبیخ واقع شده است و توصیهٔ برقراری مجدد این امتیاز و حقوق
5. توصیه به مجمع عمومی برای اخراج عضوی که به‌طور دائم از منشور سرپیچی می‌کند[۲]

### فصل ششم منشور ملل متحد
فصل ششم منشور ملل متحد به حل و فصل مسالمت آمیز اختلافات می‌پردازد. کشورهایی که دارای اختلافاتی هستند که می‌تواند منجر به جنگ شود، نخست از همه تلاش می‌کنند از طریق روشهای مسالمت آمیز از جمله "مذاکره، تحقیق، میانجیگری، مصالحه، داوری، حل و فصل قضایی، توسل به آژانس‌های منطقه ای یا سایر راه‌های مسالمت آمیز به دنبال راه حل باشند.

### فصل هفتم منشور ملل متحد
فصل هفتم از منشور ملل متحد اختیارات شورای امنیت سازمان ملل متحد را برای حفظ صلح بیان می‌کند و به این شورا اجازه می‌دهد تا وجود هرگونه تهدیدی برای صلح، نقض صلح یا اقدام تجاوزگرانه را تعیین کند و اقدامات نظامی و غیرنظامی را برای برقراری صلح و امنیت بین‌المللی انجام دهد.

## طرز کار شورای امنیت
شورای امنیت به‌طور دائمی مشغول به کار است در حالی که جلسات مجمع عمومی سازمان ملل بنابر جداول زمانی خاص یا برخی ضرورت‌ها تشکیل می‌شود. مقررات مربوط به آیین‌نامهٔ داخلی شورای امنیت نیز توسط خود شورا تصویب شده است.

### سازمان‌دهی کارهای شورای امنیت (تشکیل جلسات)
شورای امنیت به نحوی سازمان یافته است که بتواند به‌طور دائم انجام وظیفه کند و در زمان‌های مشخصی اجلاس برگزار نمی‌کند. به محض اینکه شرایط ایجاب کند با درخواست رئیس شورا فوراً تشکیل جلسه می‌دهد. از این روی هر عضو شورای امنیت، یک نمایندهٔ دائمی انتخاب می‌کند که در مقرّ سازمان ساکن باشد تا شورا بتواند در مواقع لزوم تشکیل جلسه دهد. این مورد جزء اصول بسیار مهم منشور ملل متحد است که برای مقابله با ضعف جامعهٔ ملل در گذشته بود. چراکه تشکیلات جامعهٔ ملل همیشه قادر به واکنش مناسب و سریع در همهٔ موارد بحرانی نبود. شورا جلساتی (ادواری) به فواصل معین خواهد داشت و هر یک از اعضای شورا در صورتی‌که مایل باشد می‌تواند توسط یکی از اعضای دولت خود یا نماینده‌ای که مخصوصاً بدین منظور تعیین شده است در آن جلسات شرکت جویند. برخلاف جلسات ادواری که ۲ بار در سال برگزار می‌شود، جلسات عادی به درخواست رئیس شورا هر زمان که ضرورتی باشد تشکیل می‌شود. فاصلهٔ این جلسات نباید از ۱۴ روز، بیش‌تر باشد. تقاضای تشکیل جلسهٔ شورای امنیت بدین ترتیب است که درخواستی تقدیم ریاست شورا می‌شود که در آن تشکیل جلسه فوری شورا خواسته می‌شود. این درخواست می‌تواند از طرف نهادهای زیر مطرح شود:
- یک دولت عضو سازمان ملل متحد، خواه طرف مناقشه باشد یا نباشد[۱۶]
- یک دولت غیر عضو سازمان به شرط آن‌که صریحاً تعهدات مندرج در منشور در خصوص حل و فصل مسالمت‌آمیز اختلافات بین‌المللی را بپذیرد و خود طرف مناقشه نیز باشد[۱۷]
- مجمع عمومی سازمان ملل متحد[۱۸] و دبیرکل سازمان ملل متحد[۱۹] که هر دو می‌توانند توجّه شورای امنیت را به وضعیت‌هایی که محتمل است صلح و امنیت بین‌المللی را به مخاطره بیندازد جلب نمایند

شورای امنیت معمولاً در مقر سازمان ملل متحد تشکیل جلسه اما می‌تواند به درخواست هر عضو شورا یا دبیرکل در جای دیگری که برای انجام وظیفهٔ خود مناسب می‌داند، تشکیل جلسه دهد. جلسات برگزار شده در ۱۹۴۵ و ۱۹۵۱ در پاریس، ۱۹۷۲ در آدیس‌آبابا، ۱۹۷۳ در پاناما و ۱۹۹۰ در ژنو ناظر بر همین موضوع است.

### نحوهٔ اخذ تصمیم در شورای امنیت
در حالی‌که سایر ارکان سازمان ملل متحد فقط قادر به دادن توصیه‌هایی به دول عضو هستند، شورای امنیت قادر است تصمیمات لازم‌الاجرایی در چارچوب منشور ملل متحد اخذ و تمامی دول عضو را موظف به اجرای آن نماید. تصمیمات شورای امنیت تحت عنوان قطعنامه با رأی اکثریت به تصویب می‌رسد. هر عضو شورای امنیت دارای یک حق رأی است. تصمیم در خصوص مسائل مربوط به نظام‌نامه و طرز کار با رأی مثبت ۹ دولت اخذ می‌شود. به عبارت دیگر رأی‌گیری در خصوص مسائل آیین کار، رأی‌گیری با اکثریت عددی است. در این رأی‌گیری صرفاً وجود ۹ رأی مثبت کافی است و نوع عضویت رأی‌دهنده (دائمی یا غیر دائمی) مورد توجّه نمی‌باشد. تصمیم‌گیری در خصوص سایر مسائل با اکثریت کیفی است. در اکثریت کیفی نوع عضویت رأی‌دهنده مورد توجه است و هر پنج عضو دائم و حداقل ۴ عضو غیر دائم باید رأی مثبت دهند تا موضوعی تصویب شود. همچنین منشور اعضای دائم را هنگامی که خود یک طرف اختلاف هستند از رأی دادن در خصوص تصمیماتی که به موجب مندرجات فصل ۶ و بند ۳ از مادهٔ ۵۲ منشور اتخاذ می‌شود ممنوع کرده است.

#### نقد حق وتو
یک حقوقدان ایرانی در مه ۲۰۱۲ در کتاب خود به نام بر ویرانه‌های شورای امنیت سازمان ملل، کیفرخواست سنگینی را علیه این شورا صادر کرد. او با اشاره به جنگ‌های اسرائیل علیه لبنان و فلسطین و سکوت شورای امنیت در قبال آن‌ها شورای امنیت را شورای امنیت جنایتکاران نامیده و آن را تأمین‌کننده امنیت جنایتکاران و نه ملت‌ها می‌داند. او با اشاره به پرونده هسته‌ای ایران، شورای امنیت را به دامن زدن به بحران‌های علیه صلح و امنیت بین‌المللی متهم می‌کند در پایان کتاب طرحی برای اصلاح شورای امنیت پیشنهاد کرده و سازمان جهانی برای هم‌اندیشی جهت اصلاح این شورا ترسیم می‌کند.

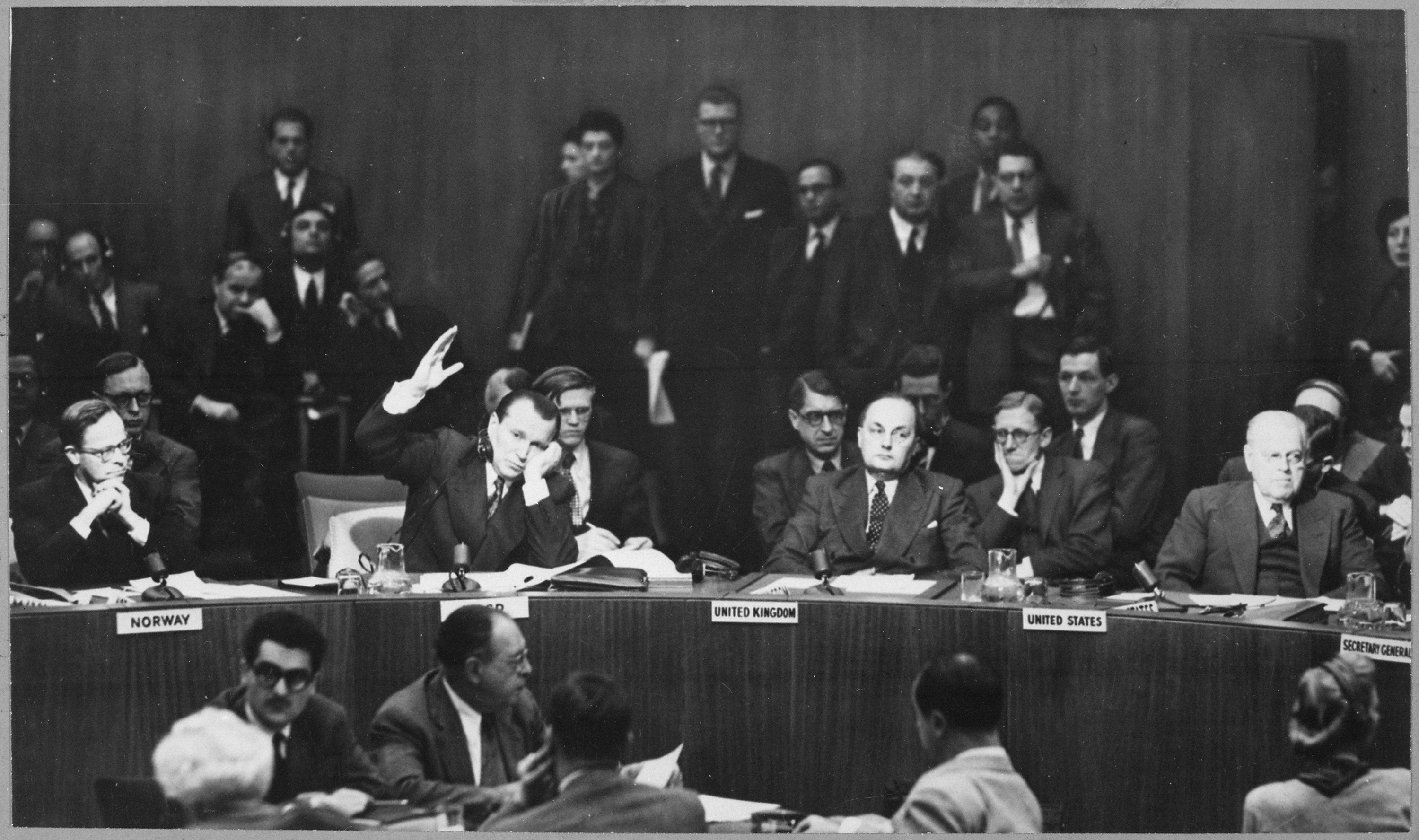
نمایندهٔ شوروی سابق دست خود را به منظور نشان دادن رأی منفی به قطعنامه‌ای که چین را به بازگرداندن سربازان نظامی خود از کره متعهد کرده بود، بالا برده است

در صورتی‌که یکی از اعضای دائم شورای امنیت رأی منفی دهد این رکن نمی‌تواند هیچ تصمیمی اتخاذ کند. تا به حال چندین بار وتوی یکی از اعضای دائمی که در مسئله‌ای ذی‌نفع بوده است سبب شده است تا شورای امنیت به عنوان رکن اصلی حفظ صلح و امنیت بین‌المللی فلج شود و نتواند اخذ تصمیم نماید. نمونهٔ استفاده از این رأی منفی را می‌توان وتوهای مکرر ایالات متحده آمریکا در خصوص قطعنامه‌هایی که به اسرائیل عملکردی انتقادی دارد و همچنین وتوی چین در خصوص اجرای عملیات حفظ صلح سازمان ملل متحد در گواتمالا دانست چرا که چین ارتباط و همکاری دولت گواتمالا با تایوان را مغایر با حاکمیت و منافع ملی خود می‌دانست.‏ پذیرش حق وتو از همان ابتدا در کنفرانس سان‌فرانسیکو با انتقاد دیگر کشورها مواجه شد چراکه آن‌ها معتقد بودند به رسمیت شناختن این حق در واقع نفی اصل برابری دولت‌ها می‌باشد. اما این پنج عضو با این استدلال که بیش‌ترین نقش اساسی در حفظ صلح و امنیت بین‌المللی و تأمین مالی و نیروی نظامی سازمان ملل بر عهده آن‌ها است و اگر صلح و امنیت بین‌المللی به خطر افتد و اختلافی به جنگ منتهی شود آن‌ها هستند که نقش اساسی در پیش‌گیری از خصومت‌ها و خاموش کردن آتش جنگ دارند این امتیاز را برای خود قانونی و برحق می‌دانستند. ۵ عضو دائم شورای امنیت در نهایت با وجود تمام انتقادها جامعهٔ بین‌المللی را تهدید کردند که اگر حق وتو برای آن‌ها به رسمیت شناخته نشود موضوع تأسیس سازمان ملل متحد به‌طور کلی منتفی خواهد شد. در نتیجه این امر، سایر کشورهای عضو به این نتیجه رسیدند که اساساً ایجاد چنین امتیازی برای اعضای دائم بهتر از آن است که سازمان ملل اساساً تشکیل نشود.

### انعطاف در نحوهٔ تصمیم‌گیری در شورای امنیت
عواملی سبب شده از تأثیر حق وتو تا حدودی کاسته شود. مادهٔ ۲۷ منشور برای اخذ تصمیم مقرر کرده است که اعضای دائم باید رأی مثبت دهند و رأی منفی آن‌ها مانع از اتخاذ هرگونه تصمیمی خواهد شد. این ماده هیچ اشاره‌ای به غیبت عمدی اعضا در جلسات شورا و امتناع از دادن رأی نکرده است؛ بنابراین غیبت عمدی در جلسات و امتناع از دادن رأی وتو محسوب نمی‌شود. روش کنسانسوس و قطعنامه ۳۷۷ مجمع عمومی سازمان ملل متحد مصوب ۱۹۵۰ هم تا حدودی در این انعطاف سهیم هستند.

#### امتناع از رأی و غیبت در جلسه‌های شورای امنیت
رویهٔ شورای امنیت به این‌گونه است که عدم حضور یک عضو دائمی در جلسات شورا یا امتناع از دادن رأی را به عنوان رأی ممتنع ارادی لحاظ می‌کند. این رویه از سال ۱۹۴۶ برقرار شده و سبب ایجاد قاعدهٔ عرفی گردیده است. دیوان بین‌المللی دادگستری در رأی مشورتی ۱۹۷۱ خود در مورد قضیه نامیبیا اعلام داشته است: 

امتناع یکی از اعضای شورا در تصویب آنچه پیشنهاد شده است در حکم مخالفت وی نیست. اگر عضو دائم بخواهد با تصویب قطعنامه‌ای که نیاز به رأی همهٔ اعضای دائم دارد مخالفت بورزد، باید رأی منفی بدهد. این رویهٔ شورای امنیت که بعد از اصلاح عملی مادهٔ ۲۷ منشور در ۱۹۶۵ همچنان معتبر باقی مانده است، مورد قبول کلیه اعضای سازمان ملل متحد می‌باشد.

به عنوان نمونه می‌توان از عدم حضور شوروی سابق در بحث‌های شورای امنیت در اعتراض به حضور تایوان به جای جمهوری خلق چین نام برد که این عدم حضور سبب شد تا شورا تصمیم خود را در مورد دخالت در جنگ کره اتخاذ کرد و ۳ قطعنامه را در حمایت از کره جنوبی تصویب کرد.

#### قطعنامهٔ ۳۷۷ (اتحاد برای صلح)
به علت مشکلات ناشی از کاربرد وتو در شورای امنیت، همیشه تلاش برای انتقال صلاحیت در خصوص مسایلی که شورا از تصمیم‌گیری در خصوص آن فلج کرده است صورت گرفته است. این تلاش‌ها بالاخره در جریان جنگ کره، هنگامی که شوروی از حق وتو خود در جهت ایجاد مانع در اعزام نیروهای حافظ صلح به کره استفاده کرد، به نتیجه رسید. برای بی‌اثر کردن وتو شوروی، ایالات متحدهٔ آمریکا پیشنهاد تصویب قطعنامه اتحاد برای صلح را در مجمع عمومی مطرح کرد. این قطعنامه در ۳ نوامبر ۱۹۵۰ توسط مجمع عمومی تصویب گردید و راه را برای ورود مجمع عمومی و دبیرکل سازمان ملل متحد بازگردید.

طبق قطعنامه اتحاد برای صلح چنانچه شورای امنیت به علت کاربرد وتوی یک عضو دائمی نتواند در برابر تهدید علیه صلح، نقض صلح یا عمل تجاوزکارانه در منشور ملل متحد، اتخاذ تصمیم نماید، مجمع عمومی می‌تواند به درخواست اکثریت اعضا یا شورای امنیت (با رأی موافق ۹ عضو) آن مسئله را بررسی نماید و به اعضا راه‌های مناسب را توصیه کند. این راه‌ها می‌تواند شامل تصمیمات جمعی و حتی در صورت نیاز، کاربرد نیروی نظامی برای حفظ صلح و امنیت بین‌المللی باشد. در اجرای قطعنامه ۳۷۷ بود که مجمع عمومی در برخوردهای انگلیس و فرانسه و اسرائیل علیه مصر در سال ۱۹۵۶ به جای شورای امنیت که بر اثر وتوهای پی در پی از تصمیم‌گیری فلج شده بود به طرفین متخاصم دستور آتش‌بس داد و نیروی امداد ملل متحد را ایجاد کرد تا بر این آتش‌بس نظارت کند.
هم چنین مجمع عمومی در قضیه اشغال مجارستان در ۱۹۵۶، بحران کانال سوئز در ۱۹۵۶، قضیه نامیبیا در ۱۹۸۱ و در قضیه وضعیت جولان در ۱۹۸۲ از تمهیداتی که در این قطعنامه است، استفاده کرد و تشکیل جلسه داد.

## نهادهای وابسته به شورای امنیت
- کمیته ستاد نظامی (فعلاً در عمل کاری انجام نمی‌دهد)
- کمیسیون خلع سلاح
- کمیته کارشناسان
- کمیته پذیرش اعضای جدید
- مسئول غرامت جنگ عراق علیه کویت[۷]
- کمیته ضد تروریسم
- عملیات و هیئت‌های حفظ صلح
- دیوان کیفری بین‌المللی یوگسلاوی سابق (دادگاه بین‌المللی کیفری یوگسلاوی سابق)
- دیوان کیفری بین‌المللی برای رواندا (دادگاه بین‌المللی کیفری برای رواندا)
- کمسیون نهادینه‌سازی صلح بین‌المللی (به عنوان نهاد مشورتی وابسته)

## اصلاح و تغییر در ساختار شورای امنیت
ساختار شورای امنیت با انتقادات بسیاری از کشورها روبه‌رو شده است و ترکیب کنونی آن به جز اعضای دائم شورا، مطلوب اکثر کشورهای جهان نیست. بیشترین تغییراتی که در خصوص شورای امنیت مورد توجه کشورها واقع شده شامل اصلاح آیین کار آن، حذف حق وتو و افزایش تعداد اعضای دائم می‌باشد.

### افزایش تعداد اعضا

گروه ۴ (هند، آلمان، ژاپن و برزیل) از درخواست همدیگر برای داشتن کرسی دائم و حق وتو در شورای امنیت حمایت می‌کنند

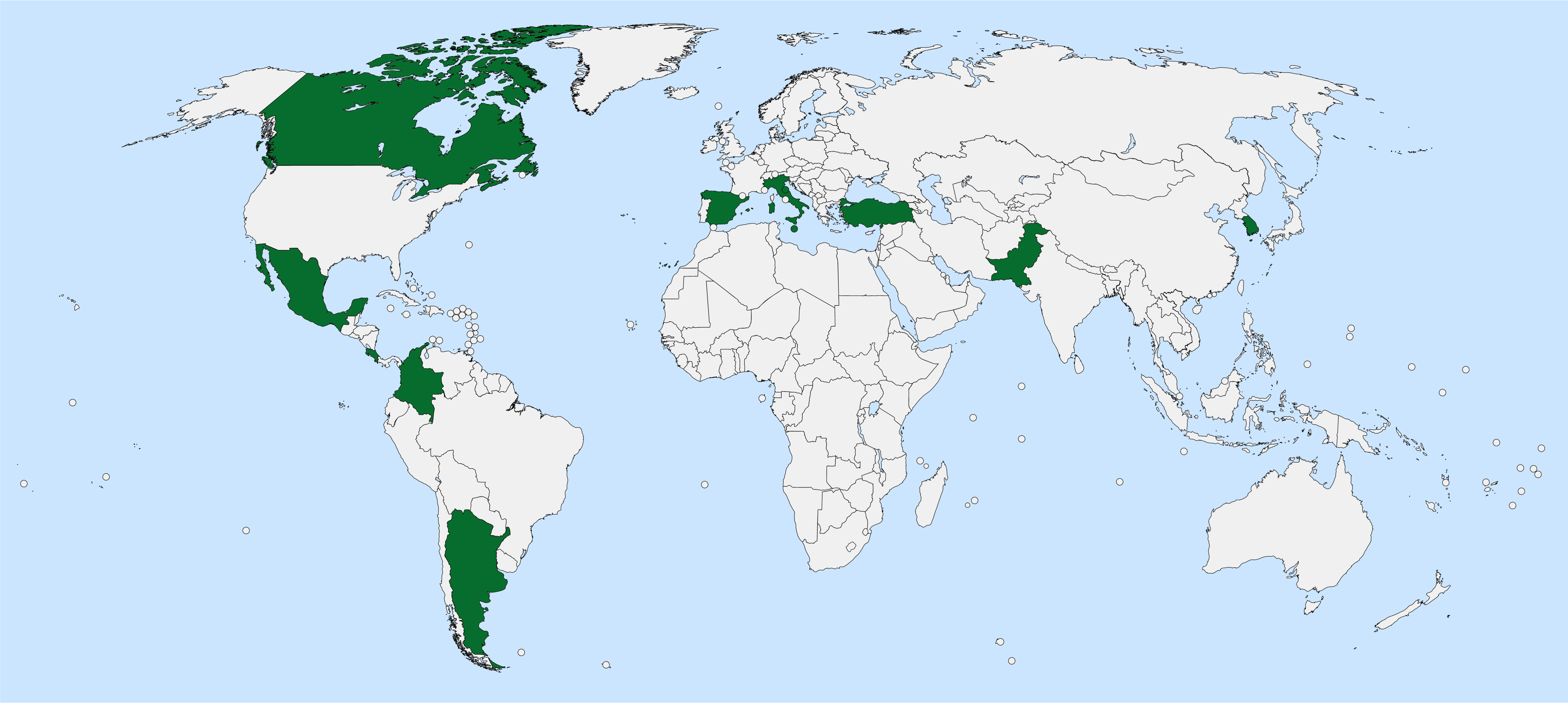
گروه اتحاد برای اجماع (ایتالیا، پاکستان، اسپانیا، کانادا، مکزیک، آرژانتین، ترکیه، کره جنوبی، کلمبیا و اندونزی) با درخواست گروه ۴ مخالف هستند

پیشنهادهای گوناگون برای اصلاح و تغییر شورای امنیت از زمان کنفرانسی که منشور سازمان ملل متحد را نوشت تا امروز، مطرح شده است. همان‌طور که مورخ بریتانیایی پل کندی می‌نویسد، «همه موافقند که ساختار فعلی ناقص است. اما اجماع دربارهٔ چگونگی رفع آن دور از دسترس است».
از مهم‌ترین تغییرات پیشنهادی، افزایش تعداد اعضای دائمی است. برزیل، آلمان، هند و ژاپن بیشترین تقاضا را برای کرسی‌های دائمی دارند. در سال‌های گذشته، ژاپن و آلمان، قدرت‌های شکست خورده اصلی در جنگ جهانی دوم، دومین و سومین تأمین‌کننده مالی سازمان ملل متحد بودند (هم‌اکنون چین به‌عنوان دومین تأمین‌کننده مالی در سال‌های اخیر شناخته می‌شود). برزیل و هند نیز از بزرگ‌ترین مشارکت‌کنندگان تأمین نیرو در ماموریت‌های صلح‌بانی سازمان ملل متحد هستند.
ایتالیا، یکی دیگر از قدرت‌های شکست خورده اصلی در جنگ جهانی دوم و اکنون ششمین تامین‌کننده مالی بزرگ سازمان ملل، جنبش «اتحاد برای اجماع» را رهبری می‌کند و با افزایش احتمالی کرسی‌های دائمی مخالفت می‌کند. اعضای اصلی این گروه عبارتند از کانادا، کره جنوبی، اسپانیا، اندونزی، مکزیک، پاکستان، ترکیه، آرژانتین و کلمبیا. پیشنهاد آنها ایجاد یک دسته جدید از کرسی‌ها است؛ این کرسی‌ها غیر دائمی هستند اما برای مدت طولانی انتخاب می‌شوند (کرسی‌های نیمه-دائمی). ناظر به دسته‌های سنتی کرسی‌ها، پیشنهاد «اتحاد برای اجماع» تغییری در آنها ایجاد نمی‌کند بلکه تنها به معرفی حکومت‌های کوچک و متوسط در میان گروه‌های واجد شرایط برای کرسی‌های معمولی اشاره دارد. این پیشنهاد حتی مسئله وتو را نیز در بر می‌گیرد و طیف وسیعی از گزینه‌ها را ارائه می‌دهد که از لغو حق وتو تا محدودیت آن فقط به موضوعات فصل هفتم متغیر است.
کوفی عنان، دبیرکل سابق سازمان ملل، از گروهی از مشاوران خواست تا توصیه‌هایی برای اصلاح سازمان ملل متحد تا پایان سال ۲۰۰۴ ارائه دهند. یکی از اقدامات پیشنهادی افزودن کرسی‌های دائمی جدید به ۵ کرسی کنونی است که اکثر پیشنهادها شامل برزیل، آلمان، هند و ژاپن (معروف به گروه ۴)، یک کرسی از آفریقا (به احتمال زیاد از میان نیجریه و آفریقای جنوبی) یا یک کرسی از اتحادیه عرب هستند. در ۲۱ سپتامبر ۲۰۰۴، کشورهای گروه ۴ بیانیه مشترکی دربارهٔ این موضوع صادر کردند که از ادعای یکدیگر و دو کشور از آفریقا برای داشتن کرسی دائمی حمایت می‌کنند. در حال حاضر این پیشنهاد باید با رای دو سوم مجمع عمومی (۱۲۸ رای) پذیرفته شود.
اعضای دائمی که هر کدام حق وتو دارند، با اکراه مواضع خود را دربارهٔ اصلاحات شورای امنیت اعلام کردند. آمریکا به‌صراحت از عضویت دائم ژاپن حمایت کرده است و دربارهٔ عضویت دائم هند و افزایش اندک تعداد اعضای غیردائم نیز سخن گفته است. بریتانیا و فرانسه اساساً از موضع گروه ۴ حمایت کرده‌اند که شامل افزایش اعضای دائمی و غیردائمی، عضویت دائمی آلمان، برزیل، هند و ژاپن و همچنین افزایش حضور کشورهای آفریقایی در شورا است. چین از حضور گسترده‌تر کشورهای در حال توسعه حمایت و قاطعانه با عضویت ژاپن مخالفت کرده است.
در سال ۲۰۱۷، گزارش شد که کشورهای گروه ۴ در صورت اعطای کرسی‌های دائمی شورای امنیت، موقتاً از حق وتو صرف نظر می‌کنند. در سپتامبر ۲۰۱۷، ایمی برا و فرانک پالون، دو نماینده مجلس آمریکا، طرحی H.Res.535 را در مجلس نمایندگان (۱۱۵مین دوره) ارائه کردند که به دنبال حمایت از عضویت دائم هند در شورای امنیت بود که با عضویت آن، ۱٫۴ میلیارد نفر در شورای امنیت نماینده دائمی داشته باشند.